# 芒桑皮
芒桑皮（法語：Mansempuy，法語發音：[mɑ̃sɛ̃pɥi]）是法国热尔省的一个市镇，属于孔东区。

## 地理
芒桑皮（43°44'23"N, 0°48'44"E）面积6.33 平方千米，位于法国奧克西塔尼大區热尔省，该省份为法国西南部内陆省份，北起顺时针与洛特-加龙省、塔恩-加龙省、上加龙省、上比利牛斯省、大西洋比利牛斯省和朗德省接壤。
与芒桑皮接壤的市镇（或旧市镇、城区）包括：马拉瓦、莫沃赞、皮卡斯基耶、圣安托南、塞朗皮伊。

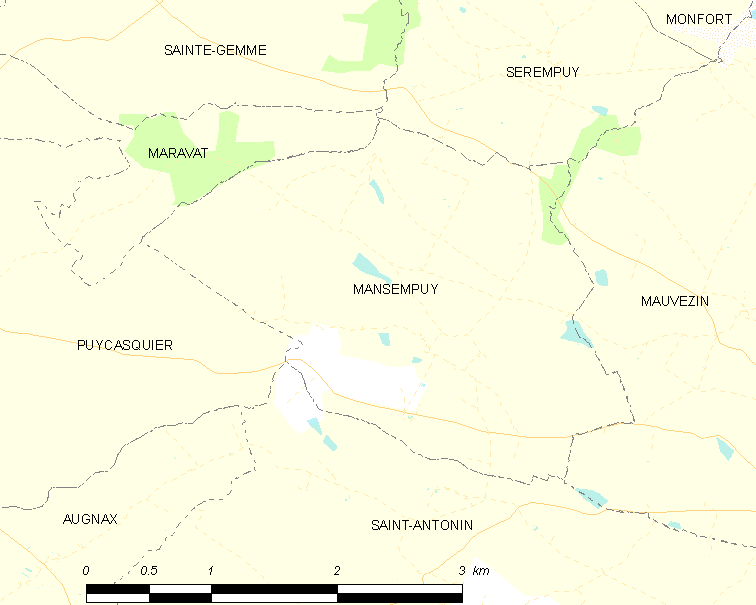
芒桑皮的OSM定位图

芒桑皮的时区为UTC+01:00、UTC+02:00（夏令时）。

## 行政
芒桑皮的邮政编码为32120，INSEE市镇编码为32229。

## 政治
芒桑皮所属的省级选区为日莫讷-阿拉茨县。

## 人口

1962-2008年间芒桑皮人口变化图示

芒桑皮于2022年1月1日时的人口数量为58人。